# Il corsaro della mezza luna
Il corsaro della mezza luna è un film del 1957 diretto da Giuseppe Maria Scotese.

## Trama
Al barone di Camerlata non ne va una giusta. Pur essendo molto avaro, deve ospitare la sorella del re di Francia con la sua scorta e come se tutto ciò non bastasse i corsari saraceni attaccano il suo castello.